# Monster Buster Club
Monster Buster Club is een digitale geanimeerde serie van het Franse bedrijf Marathon. De serie was in Europa op Jetix te zien. In Nederland werd de serie op 2 november 2008 voor het eerst uitgezonden. 
De show gaat over een groep van 3 goedaardige mensen en een alien die proberen de aarde te beschermen tegen kwaadaardige aliens. Het verhaal speelt zich af in de stad Single Stad, een fictief stadje dat geliefd is bij alle aliens. De MBC moet ervoor zorgen dat de kwaadaardige aliens buiten de stad blijven en dat de inwoners niks merken.

## Personages
- Catherine (Cathy): Cathy komt van de planeet Rhapsodia. Ze is de kleindochter van Meneer Smith en het nichtje van Elton. Ze heeft de kracht om al haar lichaamsdelen uit te rekken.
- Daniel (Danny): Danny is de populaire van het stel. Hij is meer bezig met indruk maken op bepaalde momenten waardoor de MBC in gevaar komt.
- Christopher (Chris): Chris is de computergenie, hij beheert de computer van de MBC. Hij is dol op alle soorten gadgets die ze maar kennen. Hij heeft een broertje genaamd John.
- Samantha (Sam): Sam is de slimste van het stel en het volwassenste. Ze wordt gezien als de leider van de MBC en komt vaak met slimme ideeën om vijanden te verslaan. Vaak houdt ze Cathy tegen als ze haar alienkrachten wil gebruiken.
- Meneer (Hugo) Smith: Mr. Smith is de opa van Cathy. Naast Cathy heeft hij nog een kleinzoon, Elton en een dochter, de tante van Cathy. Over andere familie is niets bekend, maar hij moet nog een zoon hebben, de vader van Cathy. Mr. Smith is een rustige man die vaak in de tuin te vinden is en veel alientalen beheerst. Hij helpt hiermee ook mee om te vertalen.
- John: John is het kleine broertje van Chris. Net als Chris is ook John heel slim. Hij ziet zichzelf als het 5e lid van de MBC, maar de anderen zien hem niet als een lid. Hij helpt vaak als Chris bezig is.
- Jeremy: Jeremy is klasgenoot van de 4 hoofdpersonen. Hij zit samen met Chris in de computerclub. Omdat hij tot over zijn oren verliefd is op Cathy doet hij allemaal domme dingen (die soms een hele missie in gevaar kunnen brengen).
- Elton: Elton is het neefje van Cathy en de kleinzoon van Mr. Smith. In Aardse jaren is hij van dezelfde leeftijd als de anderen, maar in Rhapsodiaanse jaren is hij ouder dan Cathy. Zijn speciale gave is dat hij kan gedachtelezen wat vaak irritatie opwekt bij de anderen.

## Monster Buster Club op tv
- Frankrijk - TF1 (TFou)
- Canada - YTV
- Verenigde Staten van Amerika - Jetix, Disney XD
- Nederland - Jetix - Disney XD
- Verenigd Koninkrijk - Jetix
- Spanje - Jetix
- Japan - Disney Channel
- Taiwan - Disney Channel
- Azië - Disney Channel
- Rusland - Jetix
- Turkije - Jetix
- Polen - Jetix

## Nederlandse stemacteurs
(incompleet)
- Marlies Somers - Cathy
- Maikel Nieuwenhuis - Danny
- Shanna Chatterjee - Samantha (Sam)
- Reinder van der Naalt - Mr. Smith
- Ruud Drupsteen - Shwoomp